# Békéscsaba tömegközlekedése

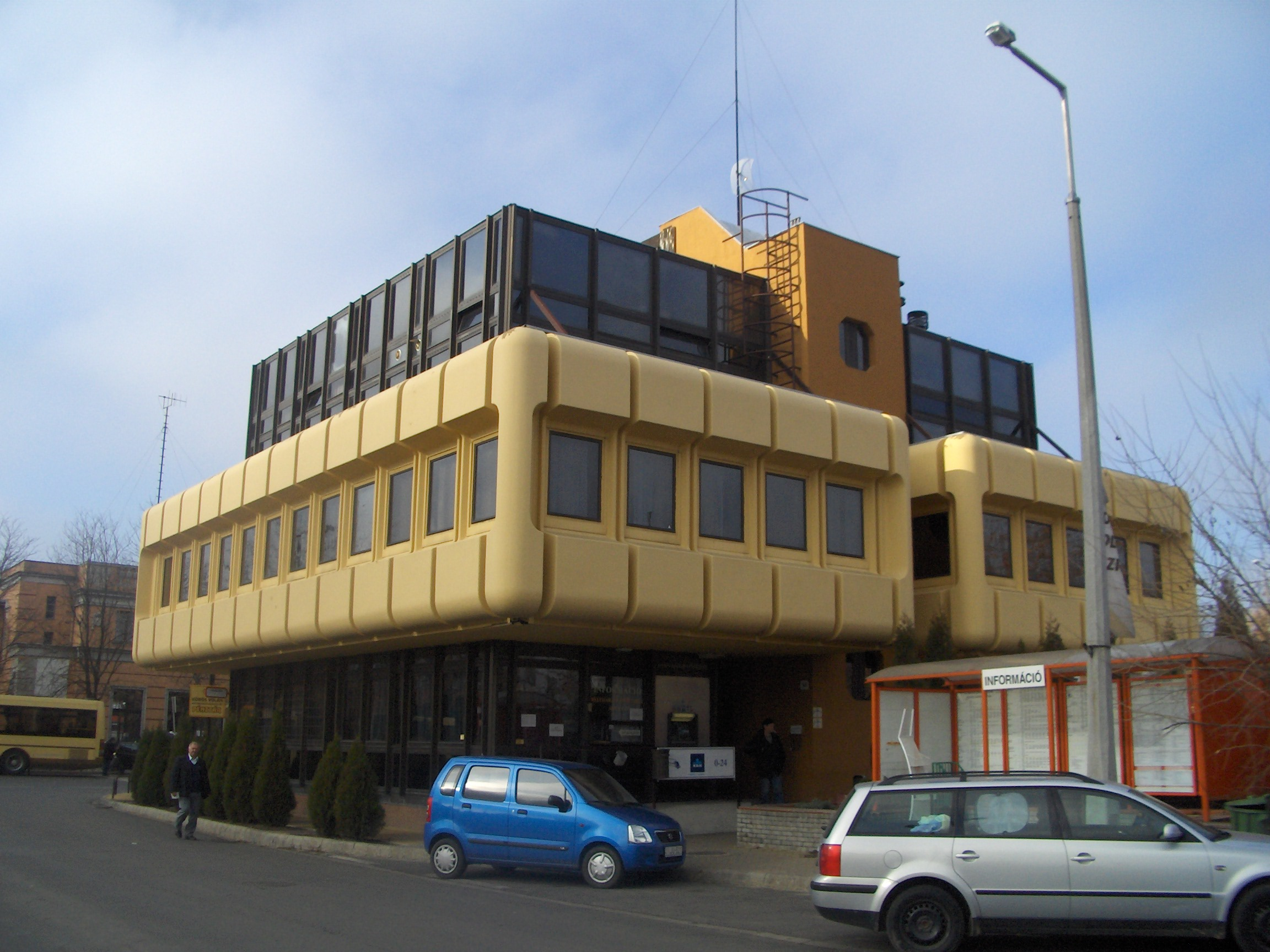
Békéscsaba központi autóbusz-pályaudvara

Békéscsaba helyi tömegközlekedését a várossal kötött szerződés alapján a helyközi autóbusz-közlekedést is ellátó Volánbusz Zrt. végzi. A társaság autóbuszai járnak a környező, Békéscsabához csatolt településrészekre is (Fényes, Mezőmegyer, Gerla).

## Történet
Mivel a város viszonylag későn kezdett el urbanizálódni, így Békéscsabán igazából csak a második világháború utáni évekre tehetjük a helyi közösségi közlekedés komolyabb megindulását. Nagy lökést adott mindennek a Körös Volán jogelődjének, a 81. Számú Autóközlekedési Vállalatnak a megalakulása 1953. december 1-jén. Előtte a helyi igényeket szinte kizárólag a keskeny nyomközű vasút, a "Motor" szolgálta ki. Ez a vasút egy 760 mm nyomtávolságú, egyvágányú vasútvonal volt. Eredetileg az Alföldi Első Gazdasági Vasút nevet viselte, majd a MÁV vette át a vonalak kezelését MÁV Alföldi Kisvasút néven (MÁV AK). A hálózat központja Békéscsaba volt. A kisvasút északi és délnyugati irányba vezetett, északon Békés-Vésztő, délnyugaton pedig Szabadkígyós és kaszaperi elágazással Orosháza, Békéssámson és Mezőkovácsháza irányába. Az 1968-as közlekedéspolitikai koncepció után a vonalakat megszüntették, és teljesen az autóbuszközlekedést helyezték előtérbe. Ennek megfelelően ezekben az években történtek a legnagyobb fejlesztések a Körös Volán életében.
Kicsit korábban, még 1962-ben bevezették a kalauz nélküli, perselyes járatokat. Rá 6 évre, 1968-ban átadták a központi, Szarvasi úti telepet, ami a mai napig is biztosítja az autóbuszok indítását, fogadását, szervizelését és minden egyéb más tevékenységet. 1974-re tehető az Ikarus 200-as buszcsalád megjelenése, amely kiszorította a korábbi, korszerűtlenebb típusokat. Mivel időközben a MÁV is egymás után számolta fel, illetve csökkentette a járatai számát, így a megnövekedett forgalmat már egyre kevésbé tudta kiszolgálni a város központjában fekvő szűk és nehezen megközelíthető Hunyadi téri autóbusz-állomás. Ezért 1989-ben átadták az új, tágas terminált, amely Alföldi Kisvasút egykori állomásának helyén, közvetlenül a vasúti pályaudvar előtt épült fel, intermodális csomópontként, aluljárós rendszerben. A rendszerváltás után a Körös Volán nehéz helyzetbe került, ezért a járműállományát az NDK-ból és BKV-tól vásárolt használt Ikarus buszokkal pótolta. Az ex-BKV-s járműveket mára már mind kivonták a forgalomból, míg az ex-NDK-s buszok egy része felújítva még ma is közlekedik. Nem volt ritkaság, hogy egy újonnan NDK-ból érkező jármű egy leselejtezett BKV eredetű jármű rendszámát kapta meg. Mivel a Volán-Társaságok 1992-ben tisztán menetrendszerű közlekedéssel foglalkozó cégekké váltak, ezért a vállalat általános jogutódaként 1993. január 1-jén létrejött a Körös Volán Autóbuszközlekedési Részvénytársaság. 1997 óta Békéscsaba útjain is megjelentek az új generációs Rába autóbuszok, majd 2002-től a MAN-típusok is. Így a békéscsabaiak egyre komfortosabb és kényelmesebb, modernebb autóbuszokon utazhatnak.
A növekvő veszteségekre, a finanszírozás megoldatlanságára, valamint a csökkenő utaslétszámra hivatkozva 2009-ben a Körös Volán 120 000 km-rel csökkentette a városban lévő futásteljesítményét. Két helyi járatot, a 14-est és a 19-est megszüntették, ezt átszervezéssel, új, hosszabb járatok beállításával pótolta a Volán. 2012. október 1-jétől a Szent István tér lezárása miatt az autóbuszok útvonala jelentősen módosult, járatok egy része a Luther utcán (5, 8, 8A, 8V, 20), illetve a Bajza utca-Gyulai út (3M, 3V, 17M) útvonalon keresztül érik el a végállomásukat. Hétvégén a jaminai városrész közlekedését a régi-új 4-es járat bonyolítja le, hétköznapokon az 1-es járat pedig többnyire a Volán-telepig közlekedik, így megszűnt az 1-2 körjárat.

## Jelen

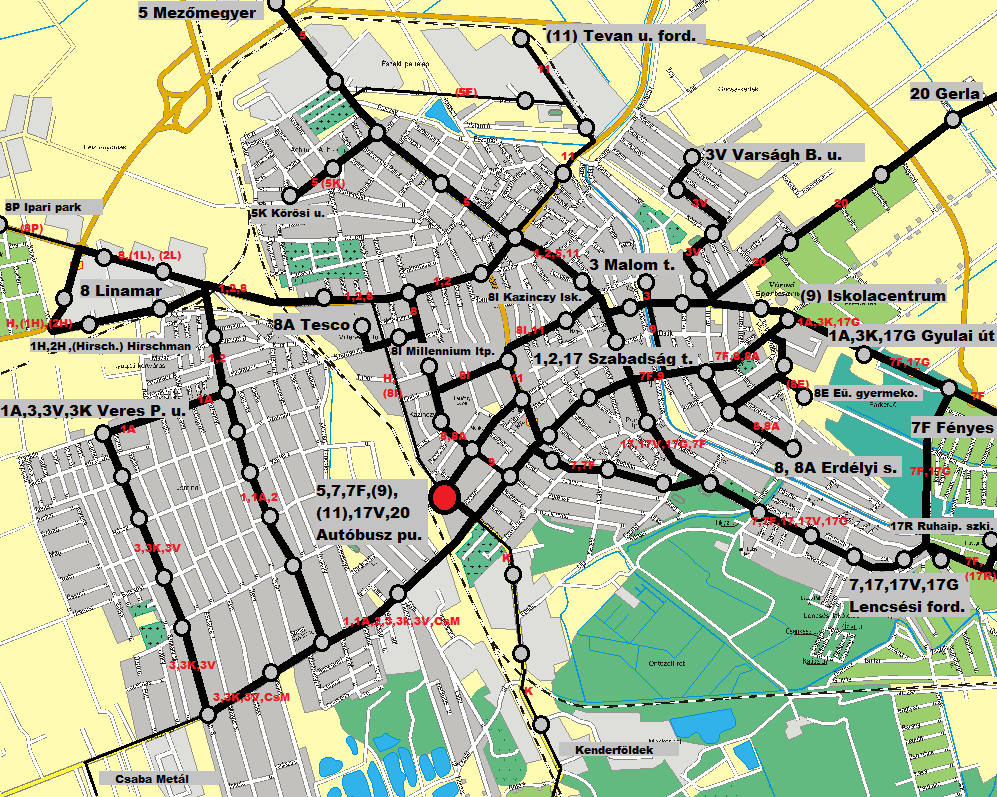
Békéscsaba tömegközlekedési vonalhálózata 2012-ben. A Szent István tér lezárása után jelentősen módosult a közlekedés rendje.

Békéscsabának összesen 18 darab helyi járatú autóbuszvonala van, amelyek nagyjából lefedik a város egész területét. Azonban a lakosság felől évek óta meglévő panasz a járatok nem megfelelő sűrűsége. Az elmúlt 20-25 évben sok járatot (1G, 2, 3G, 3K, 6, 8I, 9, 10, 11, 12, 13, 14, 15, 16, 17G, 18, 19) szüntettek meg, viszont elindultak új járatok is (3V, 3M, 4, 7F, 8V, 17M, 17).
A 18 járat közül csak igen kevésnek van viszonylag sűrű követési ideje. Az 5-ös és a 17V vonalakon járó buszok tekinthetők valódi, rendszeresen sűrűn közlekedő járatoknak, 20-30 perc közti követési idővel. Az 1-es, 3-as, 8-as, 17-es, 20-as viszonylatokon az autóbuszok körülbelül 30-60 percenként közlekednek. A többi járat ennél is ritkábban érkezik a megállókba. A járatok nagy része az autóbusz-állomásról indul (ami össze van kötve a MÁV vasúti pályaudvarával), illetve nagy csomópontnak tekinthetők még az Andrássy Gimnázium, Malom tér, Petőfi liget-Jókai utca, Szabadság tér és Szeberényi tér megállóhelyek.
Békéscsabán a város adottságai miatt igen nehéz jó tömegközlekedést üzemeltetni. A település nagy területen terül el, a népsűrűsége kicsinek mondható. Ez azzal jár, hogy viszonylag sok vonalat kell fenntartani, amelyeket kevés utas használ. A város úthálózata ugyancsak nem kedvez a tömegközlekedésnek. Habár sok a széles út, és viszonylag egyenesnek nevezhető az utcaszerkezet is, azonban az Andrássy út lezárása óta gyakorlatilag az összes helyi járat forgalma a Bartók Béla útra zúdult. Ezen úton egymást érik a forgalmi jelzőlámpák. Mivel azok nincsenek kellően összehangolva a buszok közlekedésével, ezért sokszor előfordul, hogy a járatok 3-4-szer kénytelenek állni az 1 kilométer hosszú út folyamán. Ezért a menetidő feleslegesen meghosszabbodott. Ékes példája ennek a 8-as számú viszonylat, ami 4 kilométert 16 perc alatt tesz meg. Szintén gátolja a hatékony tömegközlekedést a városon áthúzódó vasútvonal, ami nagyjából kettévágja a települést, így a jaminai városrész (Erzsébethely) csak két felüljárón közelíthető meg, abból az egyik még egy vasútvonalat keresztez. A Lencsési lakótelepen adott minden a hatékony közlekedéshez, ott jónak is mondható. Rossz megközelítésű a nyugati és a keleti városrész.
2014-ben integrált utastájékoztató- és forgalomirányító rendszer lett bevezetve. Az autóbuszokra fedélzeti egység - idegen szóval OBU -
került, melyen a sofőrök GPS-alapú térképen láthatják a járművük helyzetét, valamint szükség esetén segítséget kérhetnek a vállalat diszpécsereitől. Emellett a Szabadság tér és Petőfi liget megállókban, illetve az autóbusz-állomáson LED-kijelzőket (4x4) telepítettek. Ezeken az utasok láthatják, mely buszjáratok érintik a megállót, hová megy és várhatóan mikor (óra:perc) érkezik meg.
2014-ben a Körös Volán másik három tömegközlekedési társasággal - a Bács-, a Kunság- és a Tisza Volánnal - egyesült, létrejött a DAKK Dél-alföldi Közlekedési Központ. Innentől tehát a DAKK biztosította a város tömegközlekedését.
2019. október 1-jén a Közlekedési Központok megszűntek, helyüket a Volánbusz vette át.

## Járműpark
Békéscsaba helyi közlekedését jelenleg alapvetően 24 autóbusz bonyolítja le, de ezen felül jelentős számú menetet teljesítenek helyközi kocsik is. A járművek igen nagy hányada MAN, illetve Mercedes-Benz márkájú busz. 2012-ben kiadásra került a város első alacsony padlózatú járatainak kivonatos menetrendje is. 2020-ban a Volánbusz és a városi önkormányzat megegyezett, hogy az év elején Kecskeméten felszabadult 10 Mercedes Conecto és 2 Volvo 7700 típusú autóbuszt áthelyeznek, a flotta fiatalítása céljából.
| Darabszám | Járműtípus              | Jelleg                  | Gyártási év | Életkor      | Megjegyzés | Kép |
| --------- | ----------------------- | ----------------------- | ----------- | ------------ | ---------- | --- |
| 3         | Ikarus C80.40A          | magas padlós, csuklós   | 2001–2002   | 23–24 évesek |            |     |
| 1         | MAN Lion’s Classic      | normál padlós, szóló    | 2004        | 21 éves      |            |     |
| 2         | MAN Lion’s Classic G    | normál padlós, csuklós  | 2004–2005   | 20–21 évesek |            |     |
| 1         | MAN SG 313              | normál padlós, csuklós  | 2003        | 22 éves      |            |     |
| 12        | Mercedes-Benz Conecto   | alacsonypadlós, szóló   | 2007–2009   | 16–18 évesek |            |     |
| 1         | Mercedes-Benz Conecto G | alacsonypadlós, csuklós | 2006        | 19 éves      |            |     |
| 2         | Rába Premier 291        | normál padlós, csuklós  | 2000        | 25 évesek    |            |     |
| 2         | Volvo 7700              | alacsonypadlós, szóló   | 2006        | 19 évesek    |            |     |

## Autóbuszvonalak
| Viszonylat | Végállomások     | Végállomások              | Megjegyzés                               |
| ---------- | ---------------- | ------------------------- | ---------------------------------------- |
| 1          | Szabadság tér    | VOLÁN telep               |                                          |
| 3          | Szabadság tér    | Veres Péter utca          |                                          |
| 4          | Szabadság tér    | Szabadság tér             | Jamina érintésével                       |
| 5          | Autóbusz-állomás | Mezőmegyer                |                                          |
| 7          | Autóbusz-állomás | Lencsési autóbusz-forduló |                                          |
| 7F         | Autóbusz-állomás | Autóbusz-állomás          | Fényes és Lencsési lakótelep érintésével |
| 8          | Erdélyi sor      | Linamar                   |                                          |
| 8A         | Erdélyi sor      | Tesco                     |                                          |
| 8V         | Varságh utca     | Tesco                     |                                          |
| 17         | Szabadság tér    | Lencsési autóbusz-forduló |                                          |
| 17M        | Malom tér        | Lencsési autóbusz-forduló | Tanítási időszakban, munkanapokon        |
| 17V        | Autóbusz-állomás | Lencsési autóbusz-forduló |                                          |
| 20         | Autóbusz-állomás | Gerla, községháza         |                                          |